# Galicieni
Galicienii sunt un grup etnic latin puternic influențat de către celți. Aceștia își au așezământul în Galicia, în nord-vestul peninsulei Iberice. Fiind parte a Spaniei, în Galicia este foarte răspândită și limba spaniolă.